# Operace Nemesis
Operace Nemesis (arménsky: Նեմեսիս գործողություն) byla tajná operace Arménské revoluční federace, která probíhala v letech 1920 až 1922. Cílem operace, pojmenované po řecké bohyni odplaty Nemesis, byli osmanští a ázerbájdžánští politici a vojenští činitelé z řad Mladoturků. Jejich komanda totiž od května 1915 deportovala tisíce zástupců arménské inteligence a dalších osob arménské národnosti do internačních táborů a většina z nich nepřežila.
Hlavním viníkům Arménské genocidy, při níž přišlo o život více než milion lidí, se ale po skončení první světové války podařilo uprchnout do zahraničí. Vzhledem k absenci mezinárodních úmluv, dle kterých by bylo možné uprchlé strůjce genocidy zatknout či soudit v zahraničí, byli pachatelé genocidy pouze v nepřítomnosti odsouzeni tureckým vojenským soudem k trestu smrti.
Neschopnost dohnat viníky masakrů arménského a potažmo křesťanského obyvatelstva k zodpovědnosti zapříčinila vznik různých skupin volajících po pomstě a odplatě. Na základě těchto okolností tedy vznikl arménský plán provést odvetnou akci, která získala krycí název „Nemesis“. V rámci operace Nemesis byli hlavní strůjci genocidy za svůj podíl postupně zlikvidováni prostřednictvím série atentátů.

## Pozadí

### Nástup strany Jednota a Pokrok

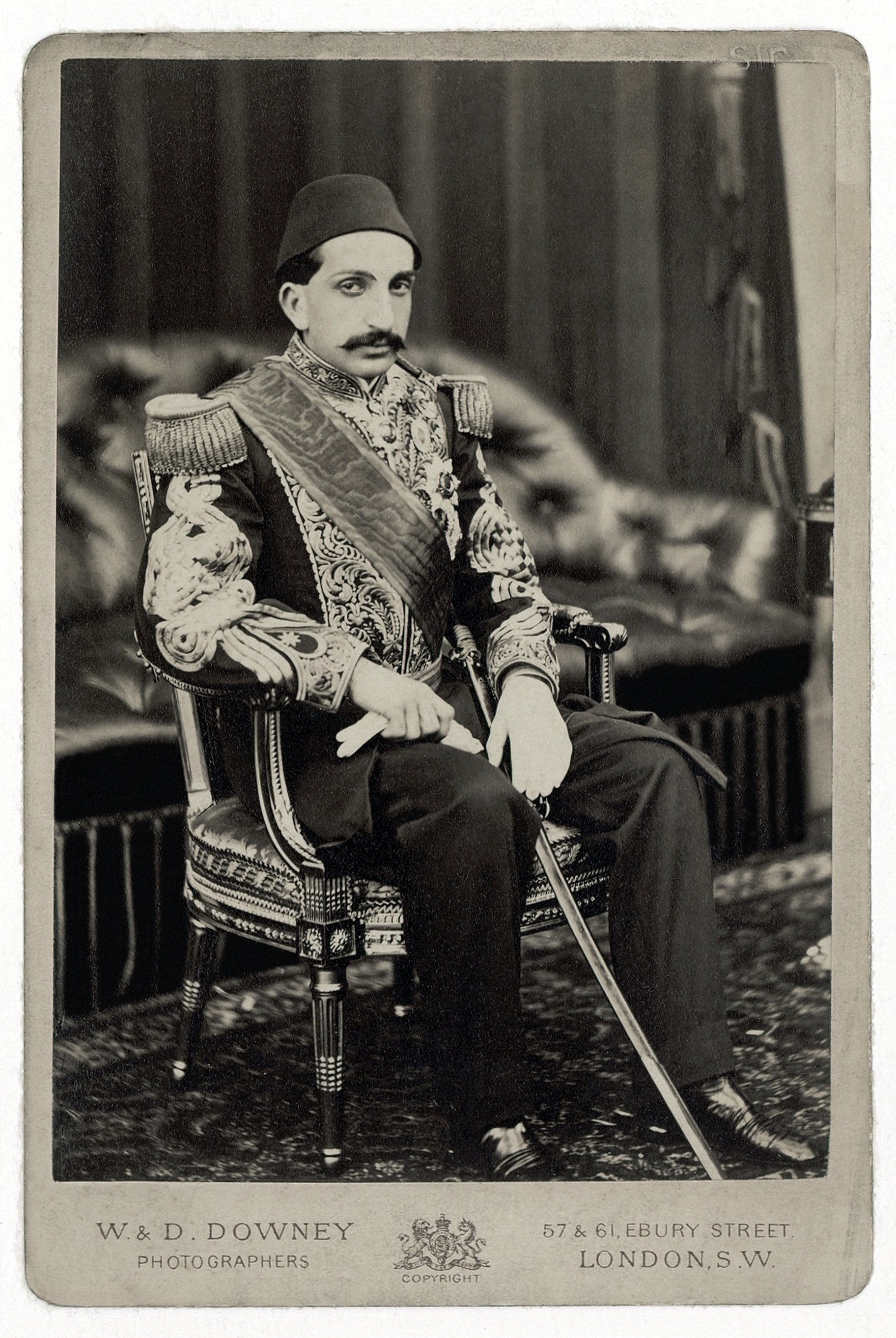
Sultán Abdulhamid II.

Berlínskou smlouvou z roku 1878 se stala Arménie součástí evropských zájmů a záminkou pro humanitární intervenci. Osmanský sultán Abdulhamid II. se z obavy ze ztráty vlivu nad tímto územím rozhodl pohrozit evropským mocnostem a Arménům tím, že v letech 1895-96 nechal na svůj příkaz zmasakrovat na 200 000 Arménů volajících po nezávislosti. Tyto masakry ale také posílily partyzánskou činnost organizovanou Arménskou revoluční federací, která podnikala za podpory arménského obyvatelstva z ruského území výpady proti Turkům. V červenci 1908 proběhl s podporou strany Jednota a pokrok (Mladoturci) převrat, který ukončil osmanský absolutismus a nastolil ústavní systém. Radikální Mladoturci hlásající panturkismus však v arménské menšině spatřovali přílišné nebezpečí a překážku pro prosazení jejich ideologie. Roku 1909 tedy v Kilíkii došlo na popud strany Jednota a pokrok ke zmasakrování 30 000 Arménů.
Dne 2. listopadu 1914 se Osmanská říše zapojila do první světové války (na straně centrálních mocností). Tentýž den vyhlásil turecký ministr války Enver Paša džihád, neboli svatou válku všem „nevěřícím“ v rámci Osmanské říše. Krátce na to v lednu 1915 se turecká III. armáda střetla s ruskými vojsky na arménském území a byla u Šarikamiše zničena. Arméni byli neoprávněně obviněni z toho, že právě oni byli příčinou turecké porážky. Politické hnutí Mladoturci tak začalo připravovat genocidu proti tradičně křesťanskému arménskému lidu. První úder byl namířen proti Arménům ve službách turecké armády, kteří byli odzbrojeni a v masovém měřítku postříleni.

### Genocida

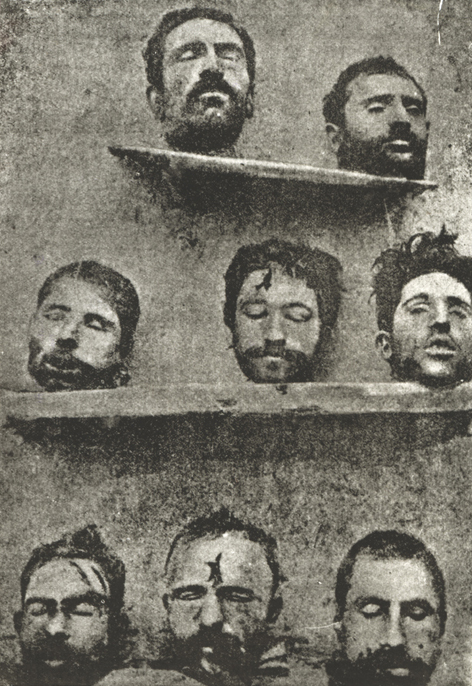
Hlavy osmi arménských profesorů zmasakrovaných Turky (mezi 1915-1918)

Na základě nařízení osmanského ministra vnitra Talata Paši ze dne 24. dubna 1915 bylo ještě v ten samý den v Konstantinopoli pozatýkáno na 600 osob arménské inteligence, z nichž velká část bylo později zavražděna. Docházelo také ke znesvěcování kostelů a hromadnému zavírání arménských škol. Ti učitelé, kteří odmítli konvertovat k islámu, byli popraveni.
Z propuštěných trestanců byly vytvořeny vojenské oddíly, tzv. čete a tato komanda pak od května 1915 deportovala desetitisíce Arménů z východních provincií směrem k internačnímu táboru v Aleppu. Většina z transportovaných nepřežila. Ti, kteří měli větší předpoklady k přežití (mladí muži), byli popraveni. Významní lidé byli popraveni ještě před vydáním příkazu k deportaci. Ti, kteří přežili přesun do Aleppa, byli v další etapě posláni přes Syrskou poušť do táboru Dajr az-Zór v Mezopotámii. Pokud i to přežili, vyhnala je komanda čete do pouště, kde neměli nejmenší šanci na přežití. Další způsobem likvidace bylo nahnání arménských zajatců do jeskyň, zde je polili benzínem a zaživa upálili. Dne 10. června 1915 bylo například v roklině Kemach povražděno tureckými vojáky přibližně 25 000 Arménů. Pouze malé části se podařilo vyhlazování uniknout.
V důsledku těchto deportací zemřelo 1 000 000, 1 200 000, 1 300 000 až 1 500 000 Arménů. Samotné deportace přežil jen zlomek z nich, tedy přibližně 100 000 osob. Pokud se vezmou v úvahu obyvatelé provincie Van, kterým se podařilo prchnout do Ruska, dále zachránění spojeneckými plavidly, či Arméni z Palestiny a Libanonu, lze odhadovat, že genocidě uniklo v rámci Osmanské říše dalších přibližně 600 000 osob. Jen osobě Talata Paši je připisována přímá zodpovědnost za smrt nejméně 600 000 osob arménské národnosti.

#### Vyšetřování
Po kapitulaci Turecka na základě Sèvreské smlouvy opustili Talat Paša, Enver Paša a další vůdcové Mladoturků zemi na palubě německého dělového člunu. Někdejší ministr války Enver Paša stihl ještě před útěkem z Turecka zpronevěřit ze státní pokladny přibližně 112 500 000 USD, které se mu podařilo vyvézt za hranice. Talat Paša, a jeho „doktoři zabijáci“ Nazim Bej Selanikli a Bahaettin Šakir pak našli azyl v Berlíně, a to s vědomím německých úřadů. Talat Paša, používající pseudonym Mehmet Sait Bej, našel své útočiště ve čtvrti Charlottenburg, kde obýval devítipokojový byt. Když se turecký velvyslanec Rifat Paša dozvěděl o přítomnosti Talata v Berlíně, požádal německé úřady o jeho zatčení a případné vydání do Turecka k soudu. Turecké úřady tak všeobecně činily pod nátlakem mezinárodního společenství, které požadovalo zahájit kriminální vyšetřování s vůdci a nižšími důstojníky hnutí Mladoturků. Německý ministr zahraničí Wilhelm Solf požadavky na vydání odmítl slovy: „Talat je vůči nám loajální a naše země mu tedy zůstane otevřena.“
Dne 5. července 1919 byl Talat spolu s dalšími zástupci Mladoturků v nepřítomnosti odsouzen zvláštním vojenským soudním tribunálem v Konstantinopoli k trestu smrti za válečné zločiny a „vyhlazování arménského lidu“. Vzhledem k absenci mezinárodních úmluv, dle kterých by bylo možné uprchlé strůjce genocidy zatknout či soudit v zahraničí, mohli se tito poměrně volně pohybovat v Itálii, Německu či oblasti střední Asie. Toto mezinárodní selhání dohnat viníky masakrů arménského a potažmo křesťanského obyvatelstva k zodpovědnosti způsobilo vznik různých skupin volajících po pomstě a odplatě. Na základě těchto okolností tedy vznikl arménský plán provést odvetnou akci, která získala krycí název „Nemesis“. Dne 31. března 1921 pak navíc Mustafa Kemal Atatürk vyhlásil amnestii pro všechny členy Mladoturků a jejich zločiny tak zůstaly na úřední úrovni nepotrestány.

## Kongres v Jerevanu
Dne 28. května 1918 Arménská národní rada se sídlem v Tiflisu vyhlásila nezávislost první Arménské republiky. Vrcholní členové Arménské revoluční federace Hovhannes Kachaznuni a Alexander Chatysjan poté odcestovali do arménského Jerevanu, aby zde 30. května 1918 oficiálně vyhlásili arménskou nezávislost. Jerevan se poté stal hlavním městem Arménie. Od 27. září do konce října 1919 pak v Jerevanu proběhl 9. kongres Arménské revoluční federace.
Na programu kongresu byla především problematika potrestání odpovědných za genocidu. Navzdory hlasitým námitkám ruských Arménů dospěl kongres k rozhodnutí, že bude spravedlnosti učiněno zadost skrze vojenskou sílu. Členové předsednictva Arménské revoluční federace, konkrétně Simon Vratsjan, Ruben Ter Minasjan a Ruben Darbinjan s plánem Šahana Nataliho nesouhlasili. I navzdory tomu ale vznikla „černá listina“ obsahující jména přibližně dvou set osob považovaných za pachatele a organizátory genocidy arménského lidu.
Operace získala krycí název podle řecké bohyně odplaty Nemesis. Jejím pomyslným mozkem se stali Šahan Natali spolu se zkušeným revolucionářem Armenem Garem, a dále Aaron Sachaklian. Natali měl na starosti celkovou koordinaci akce, Sachaklian pak logistiku, výcvik mužů a financování operace.

### Atentáty

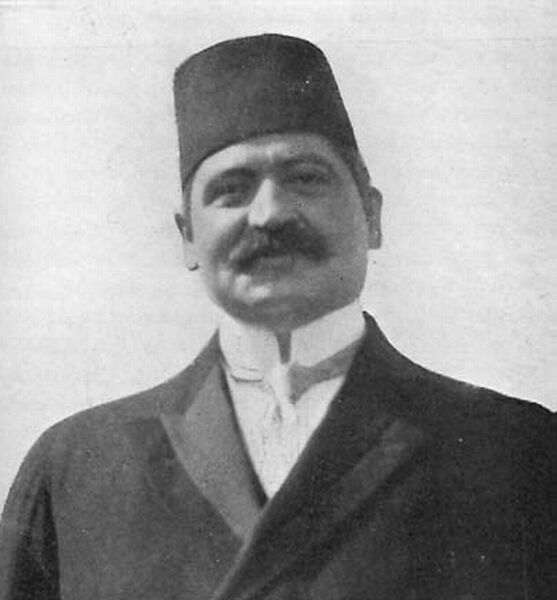
Mehmet Talat Paša

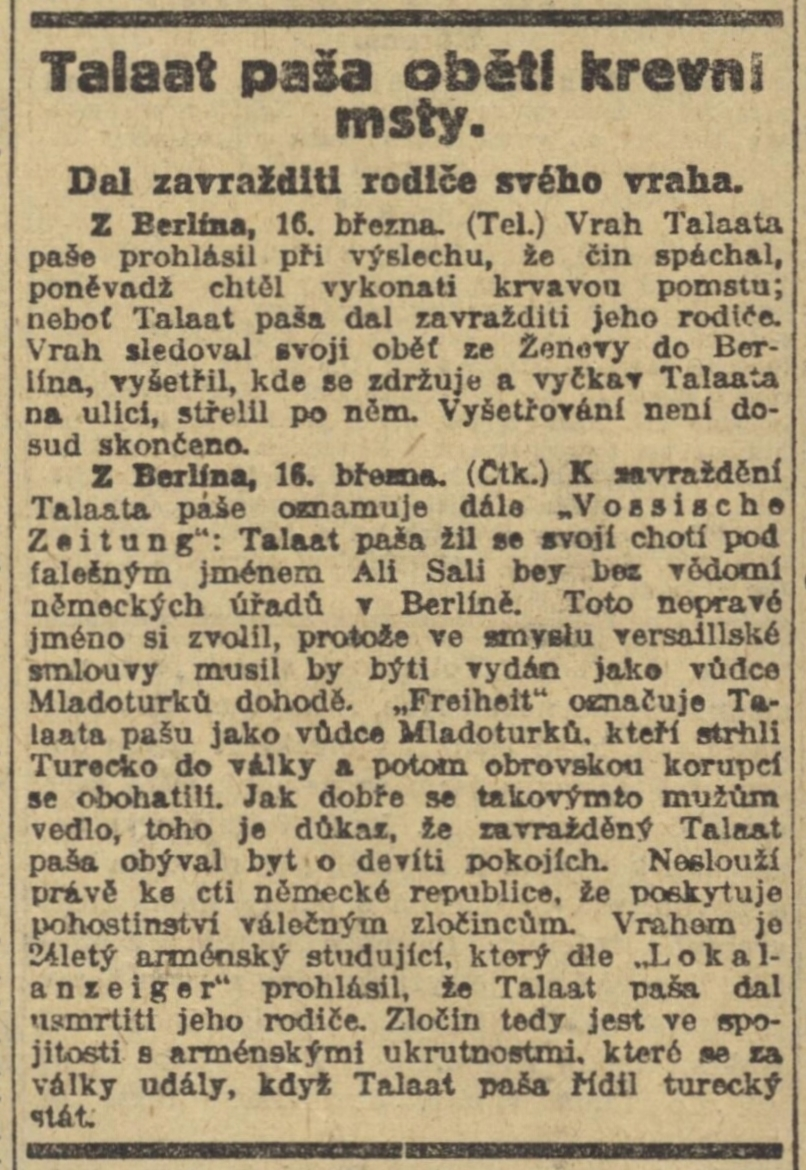
Informace o atentátu na Talat Pašu na titulní straně Národních listů z 16. března 1921.

Natali si za primární cíl stanovil osmanského ministra vnitra a jednoho z vůdců Mladoturků Talata Pašu, kterého Natali přezdíval „číslo jedna“. Úkolem zabít Talata byl pověřen arménský student Sohomon Tehlirjan. Natali měl v plánu zpolitizovat pozdější soudní proces s Tehlirianem tak, aby do něj zatáhl osoby odpovědné za arménskou genocidu. Ve svých pamětech Natali uvedl rozkazy udělené Tehlirjanovi: „Rozbiješ lebku národního vraha číslo jedna a nepokusíš se utéct. Stoupneš si nohou na jeho mrtvolu a vzdáš se policii, která si pro tebe přijede a spoutá tě.“ Atentát na Talata Pašu byl spáchán dne 15. března 1921 v ulici Hardenberg Strasse 17 v berlínském Charlottenburgu. Tehlirjan pašu z povzdálí sledoval během chůze po ulici. Následně pašovi poklepal na rameno, aby na sebe upoutal pozornost a jednou ranou z revolveru mu prostřelil hlavu. Druhou ranou pak zranil manželku, která jej doprovázela. Talat Paša byl na místě mrtev. Během krátkého soudního procesu konaného ve dnech 2.–3. června téhož roku byl Tehlirjan zbaven všech obvinění a propuštěn. Soud tak učinil s přihlédnutím k pašovu podílu na masakru stovek tisíc Arménů, během něhož byla zavražděna i Tehlirjanova matka. Dalším cílem operace se stal Fatali chán Chojski, jeden z hlavních strůjců masakrů Arménů v Baku (1918) a tehdejší předseda vlády Ázerbájdžánu. Dne 19. června 1920 byl zastřelen na Tifliském náměstí Erevanian Arménem Aramem Jerganjanem a jeho komplicem Misakem Giragossjanem. Choyskiho doprovázel Chan Mahmadov, další z viníků masakrů, ten byl pouze zraněn.

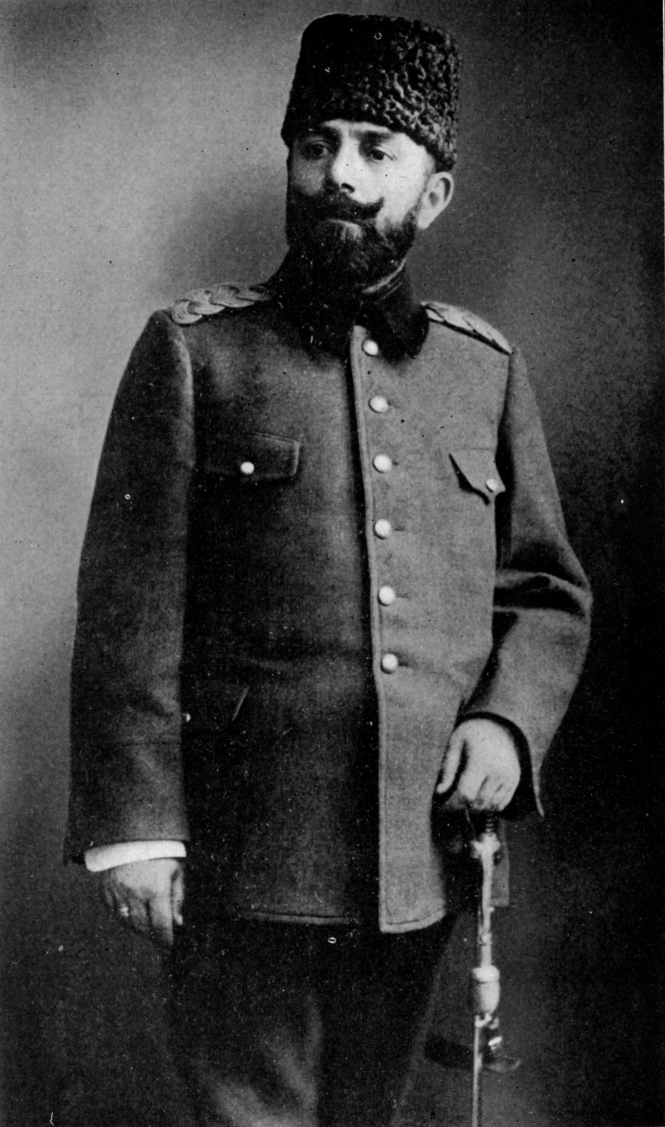
Džamal Paša

Atentát na někdejšího ázerbájdžánského ministra vnitra Behbuda Chana Džavanšira, spoluzodpovědného za masakry Arménů v Baku, byl spáchán v pozdních nočních hodinách dne 18. července 1921. Stalo se tak na prostranství před konstantinopolským hotelem Pera Palace, kde na něj vyčkával Armén Misak Torlakian. Torlakian přiskočil k nic netušícímu Džavanširovi a dvěma výstřely do hrudníku ho usmrtil. I přes snahu o útěk byl zadržen policií a postaven před vojenský soud. S přihlédnutím k Džavanširově značném podílu na masakrech Arménů soud Tarlakjana osvobodil pro nepříčetnost v době činu a nechal jej pouze vyhostit z Turecka.
Osmanský velkovezír a člen Mladoturků Sait Halim Paša byl zastřelen 6. prosince 1921 v Římě útočníkem Aršavirem Širagjanem, kterému se podařilo z místa činu uprchnout. Širagjan o rok později v Berlíně usmrtil také Cemala Azmiho (viz níže). Behaeddin Šakir, zakládající člen Výboru jednoty a pokroku a trebizondský guvernér Cemal Azmi, známý také jako „monstrum z Trebizondu“, byli zavražděni současně 17. dubna 1922 v Berlíně. Oba tito členové Mladoturků se právě vraceli společně se svými manželkami a dětmi ze shromáždění místní turecké komunity. K útoku došlo na ulici Uhlandstrasse, kde v jednom z domovním vchodů vyčkávali pachatelé Aram Jerganjan a Aršavir Širagjan. Když se Šakir s Cemalem dostatečně přiblížili, vyskočili útočně z úkrytu a usmrtili je několika ranami z revolveru. Ihned poté Jerganjan a Širagjan uprchli za průběžné krycí palby ze svých zbraní.
Dalším na řadě byl osmanský vojevůdce a člen Mladoturků Džamal Paša, který byl zavražděn 21. července 1922 v gruzínském Tiflisu (dnes Tbilisi) Arménem Stepanem Dzagigjanem a dvěma jeho komplici Bedrosem Der Bogosjanem a Artašesem Kevorkianem. Stalo se tak během Džamalovy pracovní cesty z Berlína do afghánského Kábulu. Poslední ze Tří Pašů, Enver Paša, byl zabit dne 4. srpna 1922 v Tádžikistánu během bojů proti Rudé armádě. Spolu se svými muži byl postupně obklíčen skupinou ruských vojáků a v následném boji muže proti muži pětkrát proboden arménským vojákem ve službách Rudé armády Hagopem Melkumovem. V rámci operace Nemesis bylo dále popraveno i několik špionů a zrádců arménské národnosti, kteří spolupracovali s tureckými úřady.

## Dozvuky události
Po sovětizaci Arménie se mnoho arménských revolučních aktivistů, toužících po znovuzískání mocenské kontroly, nebránilo spolupráci s ázerbájdžánskými ani tureckými představiteli. Tato politika byla v protikladu k Nataliho přesvědčení, že „Krom Turka není pro Arména jiného nepřítele a arménská pomsta je spravedlivá a zbožná.“
V předvečer zasedání 11. valného kongresu (27. března až 2. května 1929) spustila Arménská revoluční federace čistku v předsednictvu, která měla zabránit očekávanému vítězství „bojovníků za svobodu“. Nejprve byl vyloučen člen předsednictva Šanan Natali, následovaný Haigem Kntounim, dále důstojníkem arménské armády Bagrevandjanem a jeho skupinou. K dalším patřili Glejian a Tartyzjan spolu s jejich partyzány, generál Smbad, Ferrahjan a jeho skupina, Levon Mozjan, Vazgen Šušanjan, Mesrob Kouyoumjan, Levon Kevonjan a mnoho dalších. Na protest vůči této „čistce“ v představenstvu poté odstoupilo několik členů francouzského ústředního výboru ARF.

### Současné postoje
Turecko a Arménie mají na události zásadně odlišný pohled. Představitelé Arménie trvají na tom, že se jednalo o genocidu a žádají po Turecku odškodnění a poučení se z události do budoucna. Představitelé Turecka vnímají údajnou genocidu jako smrt několika set tisíc lidí obou národností v důsledku zmatků způsobených nutností rychle řešit problém kolaborace Arménů. Oba národy si většinově stojí za názory svých státních představitelů. Genocida je mezinárodně uznána ve státech: Rusko, Arménie, Kanada, Francie, Švédsko, Litva, Polsko, Německo, Itálie, Řecko, Venezuela a Slovensko.

## Seznam atentátů
Atentáty spáchané v rámci Operace Nemesis zahrnují:
| Datum             | Místo                 | Cíl                                                       | Pachatel(é)                         |
| ----------------- | --------------------- | --------------------------------------------------------- | ----------------------------------- |
| 19. června 1920   | Tiflis, Gruzie        | Fatali chán Chojski předseda vlády Ázerbájdžánu           | Aram Jerganjan Misak Kirakosjan     |
| 15. března 1921   | Berlín, Německo       | Talat Paša osmanský ministr vnitra                        | Sogomon Tehlirjan                   |
| 18. července 1921 | Konstantinopol        | Behbud Chan Džavanšir ministr vnitra Ázerbájdžánu         | Misak Torlakjan                     |
| 5. prosince 1921  | Řím, Itálie           | Sait Halim Paša osmanský velkovezír                       | Aršavir Širagjan                    |
| 17. dubna 1922    | Berlín, Německo       | Behaeddin Šakir zakládající člen Výboru jednoty a pokroku | Aram Jerganjan                      |
| 17. dubna 1922    | Berlín, Německo       | Cemal Azmi Wāli Trebizondského vilájetu                   | Aršavir Širagjan                    |
| 25. července 1922 | Tiflis, Gruzínská SSR | Džamal Paša guvernér Sýrie                                | Stepan Dzagigjan Bedros D. Bogosjan |
| 4. srpna 1922     | Tádžikistán           | Enver Paša ministr války Osmanské říše                    | Hakop Melkumov                      |